# Херакле
Херакле (грч. Ἡρακλῆς — Хераклес) био је полубог, син врховног бога Зевса и смртнице Алкмене.
У римској митологији звао се Херкул.

## Етимологија
Хераклево грчко име настало је од речи Ἥρα + κλέος — „Херина слава”, а то је име добио да би се умањио Херин бес.

## Митологија

### Рођење и детињство
Хера је била Хераклеова помајка и његов непријатељ. Зевс је оплодио смртницу Алкмену у обличју њеног мужа Амфитриона. Исте се ноћи вратио и њен муж, те су такође спавали заједно. Стога је Алкмена занела два дечака. Хера је натерала Зевса да се закуне да ће дечак који се роди те ноћи члану Персејеве куће бити велики краљ. Кад је Алкмена била трудна с Хераклем, Хера је покушала спречити порођај завезавши Алкменине ноге у чвор да би успорила пород. А потом је убрзала Еуристејево рођење. Херу је преварила Галантида, Алкменина слушкиња, рекавши да је Алкмена већ родила дете. Хера је Галантиду претворила у ласицу. Алкмена је потом родила полубога Херакла и смртника Ификла. Херакла је назвала Алкид, а касније је назван Херакле, у преводу Херина слава, да би ублажили Херин гнев.
Док је Херакле био дете, Хера је послала две змије да га убију док је лежао у колевци. Херакле је задавио сваку змију једном руком, а потом га је његова дадиља пронашла да се игра њима као да су играчке.
Једна прича говори да је Зевс преварио Херу да доји Херакла. Кад је она открила ко је дете, бацила га је са својих груди, а млеко се просуло небом и створило Млечни пут.

### Младост
Пошто је убио свог учитеља музике лиром, послали су га да чува стоку на планину са својим очухом Амфитрионом. Онде су га посетиле две нимфе — Ужитак и Врлина — понудивши му угодан али лагодан, или тежак али славан живот. Херакле је изабрао потоње. Један од његових изазова поставио му је краљ Теспије, који је хтео да убије китеронског лава. Као награду, краљ му је понудио прилику да оплоди његових 50 кћери. Наводно је то Херакле учинио у једној ноћи.
Касније се у Теби оженио његовом кћери Мегаром. Но Хера је довела Херакла до напада лудила па је он убио своју децу. Када је схватио шта је учинио, побегао је делфској пророчици. Хера је контролисала пророчицу, која му је наредила да служи краљу Еуристеју дванаест година и изврши сваки задатак који му он зада. Херакле је као услов за долазак на Олимп (и бесмртност) требало да изврши дванаест задатака, које му је постављао краљ Еуристеј.

### Дванаест задатака

#### Немејски лав
Хераклеов први задатак је био да убије немејског лава, и као доказ донесе његову кожу краљу Еуристеју. Кожа тога лава била је тако дебела да је ниједно оружје није могло пробити, а могла га је убити само људска рука. Херакле је покушао луком и стрелом те тољагом и бронзаним мачем, али није успео. Херакле је потом одбацио све своје оружје и рвао се с лавом на тлу. На крају га је задавио и угушио га.
Након његове смрти, Херакле му је сатима покушавао одерати кожу. Био је бесан јер је мислио да неће успети испунити свој задатак. Међутим, Атина је дошла прерушена у старицу и помогла му да схвати да најбоље оруђе којим би могао раздерати лављу кожу јесу лавље канџе.
Испунио је задатак и носио је непробојну кожу као свој оклоп. Краљ Еуристеј, видевши га тако прекривеног, од страха се сакрио у велику бронзану посуду. После тога све нове задатке Хераклу задавао је гласник.

#### Лернејска Хидра
Херакле је стигао до мочваре лернејског језера где је живела Хидра. Херакле је прекрио уста и нос тканином да би се заштитио од отровних пара и испалио пламене стрелице у њен брлог да би је намамио напоље, а затим се суочио с њом. Сваки пут кад би одсекао неку њену главу, израсле би две нове. Аполодор говори да је Херакле схватио како је овако неће моћи савладати, те је позвао свог нећака Јолаја да му помогне. Он се досетио (можда под утицајем Атине) да спале ране када одсеку главу. То су и учинили па су на крају убили Хидру. Херакле је једну њену бесмртну главу поставио испод великог камена на светом путу између језера и Елеја, а потом је умочио стрелице у Хидрину отровну крв и тако завршио задатак.
Друга верзија приче говори да је, пошто би одсекао сваку главу, умочио мач у Хидрину крв и користио њен отров да главе не би поновно нарасле.
Хера је после рекла да је задатак неважећи јер му је рођак помогао.

#### Керинејска кошута
Еуристеј је био љут зато што је Херакле избегао смрти у претходна два задатка те је потрошио више времена размишљајући о следећем задатку. Трећи задатак био је ухватити керинејску кошуту која је била посвећена Артемиди. Еуристеј се надао да ће се богиња наљутити на Херакла.
Керинејска кошута имала је бронзана копита и златне рогове, а била је бржа од стреле. Херакле ју је смео само показати Еуристеју неозлеђену па ју је ловио годину дана кроз Грчку, Тракију и Истру. Пошто ју је изморио, одлучио је да одапне једну стрелу и погодио је у ногу, али између мишића и кости, без капи проливене крви. Завезао ју је и кренуо Еуристеју. Срео је Артемиду и њеног брата Аполона те јој је објаснио да му је то задатак и молио је за опроштај рекавши да ће кошуту брзо вратити. Артемида му је допустила, а Херакле је кошуту однео Еуристеју.
Еуристеј је рекао да ће кошута постати делом краљева зверињака. Херакле је знао да мора вратити кошуту, па је рекао да ће му је предати ако је сам Еуристеј узме. Краљ је кренуо по њу, а Херакле ју је пустио, а она је, бржа од стреле, побегла својој господарици Артемиди. Херакле је потом Еуристеју рекао да није био довољно брз и тако је успео завршити овај задатак.

#### Еримантски вепар
Еримантски вепар представљао је проблем сељацима у Ериманту због уништавања усева и говеда. Херакле такође није смео убити свој плен. Кентаур Хирон рекао му је да га заведе у дубок снег. Херакле је уплашио вепра, збунио га и натерао у снег, где га је завезао и однео до Еуристеја. Краљ се уплашио и рекао му да се реши те звери, а Херакле га је послушао.

#### Аугијеве штале
Еуристеј се досетио овог задатка јер су претходни задаци само уздизали Херакла у очима људи, а овако би се и понизио. Аугија је био Хелиосов син, па је његово стадо било благословљено: имао је 300 црних бикова, 200 плодних бикова и 12 сребрно-белих бикова који су бранили цело стадо. Његове штале нису биле очишћене веома дуго, а Херакле је све морао испразнити и очистити у једном дану. Прво је разбио два зида, а онда преусмерио реке Алфеј и Пенеј према стајама. У року од неколико сати, посао је био готов. Аугиј није хтео дати договорену десетину стоке па га је Херакле убио, а његово краљевство дао његовом сину Филеју.
Грчки песник Пиндар тврди да је онде Херакле утемељио Олимпијске игре.

#### Стимфалске птице
Шести Хераклов задатак било је истребљивање птица које су се размножиле на обалама Стимфалског језера. Биле су посвећене Аресу и храниле су се људима, а имале су бронзане кљунове и канџе и оштра, метална пера којим су могле нападати жртве. Будући да је све било мрачно, Атина и Хефест су помогли Хераклу давши му чегртаљку којом је уплашио птице и нагнао их на лет. Потом их је, док су покушавале бежати, гађао стрелама и поубијао. У другој верзији приче гађао их је катапултом. Птице које су преживеле никад се нису вратиле у Грчку.

#### Критски бик
На Криту је постојао бик којег Минос није хтео жртвовати Посејдону. Био је то или бик који је одвео Европу или онај с ким је Пасифаја зачела Минотаура. Иако је Минос понудио Хераклу помоћ, он ју је љубазно одбио и одлучио обавити посао голорук. Тај је бик бљувао ватру, па је борба потрајала. На крају га је надјачао, заробио и однео га у Микену. Пошто га је Еуристеј видео, хтео га је посветити Хери, али је она то одбила јер је бик одражавао Хераклову снагу.

#### Диомедови коњи
У покрајини Тракији луди краљ Диомед имао је четири коња: Подарга, Лампона, Ксанта и Дена, које је хранио људским месом. Херакле је морао отићи тамо и украсти те коње. Он је то учинио с великом лакоћом, а онда их је нахранио Диомедом због његове злоће и окрутности. Друга верзија приче говори да је дошао са својим љубавником Абдером, који је чувао коње док се Херакле борио с Диомедом. Али Абдера су коњи појели, а за освету је Херакле дао Диомеда његовим коњима.
Када су се најели, коњи су постали мирнији, па их је Херакле отпремио у Микену да краљ Еуристеј одлучи о њиховој судбини. Еуристеј је наредио да се одведу на Олимп и буду жртвовани Зевсу, али је то Зеус одбио и послао вукове, лавове и медведе да их убију. Друга верзија приче говори да их је Херакле пустио да слободно лутају Аргом будући да су постали трајно мирни.

#### Хиполитин појас
Херакле је морао Еуристејевој кћери прибавити појас Хиполите — краљице женског ратничког народа Амазонки, којој је појас дао њен отац Арес. Оне су онеспособљавале мушку децу и мушкарце како би морали радити кућне послове. Користиле су бронзано оружје и прве су основале редове коњице. Хера је нахушкала Амазонке против Херакла, па је он био присиљен побити их и узети краљевски појас. Херакле је силовао Хиполиту и потом је дао Тезеју за жену. У другој верзији приче, Хиполита се заљубила у Херакла и својевољно му је дала појас.

#### Герионово стадо
Хераклов десети задатак било је хватање чувеног Герионовог стада из Еритеје, али не да га откупи или затражи нечију помоћ. Герион, син Хрисоара и Калироје, кћери Титана Океана, био је троглави див, увек наоружан до зуба.
На путу до Еритеје, Херакле је прешао либијску пустињу и био љут због врућине те је испалио стрелицу на Хелиоса, бога Сунца. Хелиос га је молио да престане, а Херакле је захтевао велики златни пехар који је потом користио да би пловио морем. Тако је стигао до Еритеје, где се суочио с двоглавим Ортаром, ког је убио тољагом. Еуритион, који је чувао стадо, дошао је помоћи Ортру, али га је Херакле убио. Чувши комешање, Герион је дошао наоружан са три штита, три копља и три кациге. На крају га је Херакле убио стрелом коју је умочио у отровну крв лернејске Хидре.
Херакле је потом морао одвести стоку Еуристеју. Да би му отежала, Хера је послала обада на стоку који би узнемиравао и иритирао стоку. Такође је послала поплаву која је уздигла реку, а Херакле није могао проћи са стоком. Подигао је два велика камена смањивши ниво воде и спречивши долазак морских чудовишта и немани. Ти се стубови код Гибралтара и данас називају Херкулови стубови. Потом је одвео стоку Еуристеју, а она је посвећена Хери.

#### Јабуке Хесперида
Пошто је 10 задатака завршио за осам година и месец дана, Херакле је дошао до Еуристеја тражећи награду. Но као што је Хера пре наумила, морало је бити десет задатака, па Еуристеј није признао други и пети задатак, тако да је Херакле морао извршити још два. Следећи задатак био је захтеван. Морао је донети Хесперидине златне јабуке, али то није учинио сам.
Нереј из реке По саветовао је Хераклу да замоли Атласа — дива који држи небески свод — да убере те јабуке. Овај би учинио све да се мало одмори од свог тешког посла, али се бојао Ладона — бића са стотину глава које је чувало јабуке. Херакле га устрелио из велике удаљености па див прибави плодове (био је отац Хесперида). Међутим, Атлас се није хтео вратити старом послу па га је Херакле морао надмудрити: замоли га да придржи свод док стави подметач за главу. Овај је насео па се Херакле с јабукама запутио према Еуристеју. На путу је основао Тебу — град са стотину врата. Еуристеј се бојао јабука па их је Херакле дао Атини, која их је касније вратила.

#### Кербер
Последњи и најтежи задатак био је Кербер. Херакле је морао отићи до врата Хада и тамо се обрачунати с тим троглавим псом који је имао реп змије, а пена која је падала на под стварала је отровну биљку акониту. Док је био у подземљу, Херакле је ослободио Тезеја, који је тамо био затворен јер је покушао отети Хадову жену Персефону.
Херакле је отишао до Хада и Персефоне и упитао сме ли узети Кербера. Богови су се сложили под условом да га не озледи. Неки кажу да је Персефона пристала јер је Херакле био њен брат. Херакле је потом ухватио Кербера око врата и извукао на светло дана. Чим је изишао из мрака, Кербер је почео бесно лајати и стењати. Еуристеј се уплашио чим је видио Кербера, па га је Херакле брзо вратио Хаду.

### Након задатака
Пошто је завршио задатке, Херакле се придружио Аргонаутима у потрази за златним руном. Спасли су јунакиње, освојили Троју и помогли боговима у рату против Гиганата. Такође се заљубио у принцезу Јолу од Ехалије. Краљ и његови синови с презиром су гледали на Хераклеове потхвате, сви осим Јолина брата Ифита, који је постао Хераклев најбољи пријатељ. Еурит је понудио руку своје кћери ономе ко га победи у стрељачкоме такмичењу. Кад је то учинио, Еурит није одржао обећање, те је Херакле убио њега и његове синове, осим Ифрита, а Јолу је отео. Но Хера је још једном Херакла натерала до лудила, те је бацио Ифита с градских зидина.
Херакле се морао искупити и очистити служењем лидијској краљици Омфали. Морао је радити женске послове и носити женску одећу, а она је носила његову лављу кожу и тољагу. Након неког времена ослободила га је те су се венчали.

### Хераклеове љубави
Херакле је имао и мушке и женске љубавнике. Његово се потомство назива Хераклидима.

#### Жене
Херакле се женио четири пута. Први пут с Мегаром, коју је заједно с децом убио у нападу лудила које је узроковала Хера. Мегарину је руку дао Јолају јер му је било преболно гледати је. Следећа му је жена била Омфала, лидијска краљица, којој је првобитно био роб.
Трећа жена била је Дејанира, за коју се борио с речним богом Ахелојем. Након венчања, путовали су и требало је да прођу неку реку, где је један Кентаур имена Нес понудио помоћ, али је покушао силовати Дејаниру. Херакле га је усмртио стрелом натопљеном Хидрином крвљу. Умирући, кентаур је Дејанири рекао да ако жели Херакла спречити да ступа у везе с другим женама, скупи његову крв и семе те да их премаже по његовој одећи. Знао је да је његова крв дошла у дотицај с Хидрином те да ће убити Херакла.
После је Дејанира била љубоморна на Јолу те је уронила кошуљу у ту мешавину. Хераклев је слуга донио Хераклу ту кошуљу, а тканина је на Хераклу почела гристи његово месо. Потом је замолио да га поставе на ломачу да му прекину патње. Филоктет је запалио ломачу, а Херакле му је дао свој лук и стреле. Након његове смрти, богови су га учинили бесмртним. Друга верзија приче говори да је ломача спалила људско у њему, а да је остало само божанско. Потом је узнесен на Олимп, где се помирио са Хером  и оженио њеном кћерком  Хебом, са златним сандалама, богињом вечите младости.

#### Мушкарци
Хераклев љубавник је био Јолај, који му је и помогао у једном од задатака. Био му је нећак, помагач и љубавник. По узору на њих, млади су се парови заклињали у име Јолаја. Касније је Јолају Херакле дао своју жену Мегару, коју више није могао поднети јер је било преболно, а то је био и симбол Јолајева уласка у зрело доба.
Плутарх у своме делу Eroticos говори да их је било толико много да се не би могли набројати. Ево неких Хераклевих љубавника:
- Абдер (Ἄβδηρος)
- Адмет (Ἄδμητος)
- Елактас
- Филоктет (Φιλοκτήτης)
- Хилас (Ύλας)
- Ифит (Ίφιτος)
- Јолај (΄Ιόλαος)
- Нестор (Νέστωρ)[6]